# Vicente Llorens Poy
Vicente Llorens Poy (Villarreal, Castellón, 19 de agosto de 1936 − ibídem, 22 de febrero de 2014) fue un pintor y escultor español. 
Con sólo siete años comenzó los primeros estudios de dibujo, pintura y modelado con quien sería siempre su gran maestro y mentor, el escultor José Ortells. Después de haber ganado con un dibujo el primer premio del Concurso Provincial de Artes Plásticas patrocinado por la Diputación de Castellón en 1949, dos años más tarde ingresó en la Escuela Superior de Bellas Artes de San Carlos de Valencia. En 1952 obtuvo una beca del Patronato de Formación Profesional para estudios superiores que mantuvo durante toda la carrera, completada con su traslado a Madrid, donde se graduó como profesor de dibujo en la Escuela Superior de Bellas Artes a los 19 años de edad, al mismo tiempo que la Real Academia de Bellas Artes de San Fernando le concedía la beca de la fundación Carmen del Río. En el año 1962 ganó, por concurso, una beca del gobierno italiano para la ampliación de estudios en la Academia de Bellas Artes de Roma y los museos de Italia. Mediante otro concurso de méritos consiguió otra ayuda del gobierno francés que le permitió residir en París durante el curso 1965-1966, estudiando las tendencias del arte contemporáneo.

## Obra pictórica
Como pintor cultivó todas las técnicas: dibujo, óleo, grabado, etc, evolucionando en cuanto a temática; desde las naturalezas muertas y los paisajes de la primera época, a la importante faceta como retratista (han posado para él el papa Juan XXIII, el rey Juan Carlos I, el cardenal Vicente Enrique y Tarancón, Simeón II de Bulgaria y una larga lista de personalidades de la vida política y social española), hasta el paisaje depurado de su estancia en Madrid o el realismo social en las figuras de la "movida" juvenil de los años setenta. Especial interés tienen sus representaciones de figuras desnudas, de un clasicismo casi renacentista.

## Obra escultórica
Sin dejar totalmente de lado la actividad pictórica en los años setenta, Llorens Poy se dedicó también a la escultura. Entre sus obras ubicadas en espacios públicos destacan los monumentos al Labrador, a San Pascual Baylón, al rey Jaime I de Aragón y a la Virgen de Gracia en Villarreal, (Castellón), el retablo sepulcro de santa María Rosa Molas en Tortosa (Tarragona), el del beato Josep Manyanet y Vives de la congregación Hijos de la Sagrada Familia en Barcelona, la Resurrección en Madrid, iglesia de San Isidro, La Virgen del Lidón y el Monumento a la historia de Castellón en dicha ciudad y el rey Jaime I en Almazora (Castellón). En tiradas destinadas para coleccionistas, Vicent Lloréns Poy también realizó diversos trabajos en bronce, de notable destreza y delicadeza, herencia evidente de su maestro José Ortells.
Especial mención merece su gran obra en la Basílica de San Pascual de Villarreal, durante la remodelación de este santuario eucarístico internacional. Vicente Llorens Poy realizó el sepulcro en plata que preside la Real Capilla y donde se conservan las reliquias del santo, la serie de relieves que muestran diversas etapas de la vida de San Pascual Baylón, y el monumental retablo con la glorificación del santo que preside la nave principal del templo. En total son más de ciento cincuenta figuras de tamaño natural, e incluso superior, y varios relieves simbólicos, resultando un conjunto excepcional de arte sacro contemporáneo, al que el artista dedicó su trabajo durante ocho años. El conjunto de la Capilla Real fue bendecido por el Cardenal Vicente Enrique y Tarancón e inaugurado por el rey Juan Carlos I, el día 17 de mayo de 1992, en el cuarto centenario de la muerte de San Pascual Baylón en Villareal.

## Reconocimientos
Vicente Llorens Poy fue Doctor en Bellas Artes por la Universidad Complutense de Madrid, con la calificación de Cum laude por su tesis sobre José Ortells y su obra escultórica. Está en posesión de la Medaille Internationale des Arts, la Encomienda al Mérito Civil, la medalla al Mérito en las Bellas Artes, la Cruz de San Raimundo de Peñafort, Cruz y Encomienda de la Orden Civil de Alfonso X el Sabio, y en el año 1998 el Papa Juan Pablo II lo nombró Caballero de la Orden de San Gregorio Magno en su clase civil. Fue nombrado Hijo Adoptivo por la villa de Torrehermosa (Zaragoza) e Hijo Predilecto de Villarreal.
Obras suyas figuran en museos, edificios públicos y colecciones particulares de España, Italia, Ciudad del Vaticano, Suiza, Reino Unido, Francia, Portugal, Estados Unidos y diversos países hispanoamericanos.